# Castello di Stříbrná Skalice
Il castello di Stříbrná Skalice è un edificio estinto nell'omonimo villaggio, situato nel distretto di Praha-východ. Il castello, di cui esistono ancora molti resti, si trovava nei pressi della chiesa di San Giovanni Nepomuceno.

## Storia
La prima menzione scritta del villaggio è indiretta e consiste nella particella nobiliare di Jeska di Skalica, menzionato nel 1361. August Sedláček nomina Ctibor di Skalica negli anni 1360-1362. Si presume che il castello in quel momento fosse già in piedi. A cavallo tra il XIV e il XV secolo, il padrone del castello era Bohdal z Drahonic e negli anni 1402-1403 il castello divenne proprietà del re Venceslao IV, che lo cedette all'etmano Racek Kobyla di Dvorce. Nel 1402 Sigismondo di Lussemburgo catturò Venceslao, conquistò i castelli di Bezděz e Blansko e decise di conquistare il castello di Skalica.
Nel 1403, Venceslao donò il castello a Jan Sokol di Lamberk, che però non lo ricostruì, negli anni 1412-1415 fu menzionato a Skalica anche Kolman di Krikava, e in seguito ne prese possesso il monastero di Sázava. Durante le guerre hussite, Sigismondo combatté i signori di Kunstat-Podebrady che lo tennero fino al 1566. Tuttavia non si ha notizia di una eventuale riparazione del castello nel XV secolo.
Secondo un polittico del 1677 del castello rimasero solo le rovine, che furono demolite nel 1730 per costruire la chiesa di San Giovanni Nepomuceno.

## Descrizione
Data l'esistenza della torre, il castello di Skalica probabilmente apparteneva ai castelli di tipo Bergfried. Nel XX secolo una parte del bergfried con frammenti adiacenti alla fortificazione a Nord del presbiterio della chiesa sopravvisse. Il palazzo che si trovava nella parte occidentale del parco scomparve senza lasciar resti visibili. Solo nel giardino adiacente sottostante c'era un frammento di un muro di pietra, ma il suo utilizzo con il castello non è chiaro.